# Ctenistochlora fallax
Ctenistochlora fallax är en fjärilsart som beskrevs av W. Warren 1903. Ctenistochlora fallax ingår i släktet Ctenistochlora och familjen mätare. Inga underarter finns listade i Catalogue of Life.